# Kurt Alder
Kurt Alder (Königshütte, 10 juli 1902 – Keulen, 20 juni 1958) was een Duitse scheikundige die de Nobelprijs voor de Scheikunde won, samen met Otto Diels in 1950.

## Biografie
Alder werd geboren in de industriezone van Königshütte in Opper-Silezië, het huidige Chorzów, waar hij basisonderwijs volgde. Zijn vader Joseph Alder was schoolmeester in de nabijgelegen stad Kattowitz. Gedwongen om het gebied te verlaten om politieke redenen na de Eerste Wereldoorlog (het werd Pools grondgebied) verhuisde het gezin Alder naar Kiel om zo de Duitse nationaliteit te behouden. Vanaf 1922 studeerde hij aan de Universiteit van Berlijn en later aan de Universiteit van Kiel. Hij maakte daar in 1926 promotie met het werk dat door Diels werd gecontroleerd.
In 1936 verliet hij Kiel om zich bij IG Farben Industrie in Leverkusen aan te sluiten. Daar werkte hij aan synthetisch rubber. In 1940 werd hij daar benoemd tot Professor van Experimentele Chemie en Chemische Technologie aan de Universiteit van Keulen en Directeur van het Instituut van Chemie. Ondanks de vele belemmeringen voor onderzoek die in die tijd in Europa van kracht waren, zette hij het systematisch onderzoeken van de synthese van organische samenstellingen voort. Alles bij elkaar publiceerde hij meer dan 150 documenten op dit gebied.
De altijd vrijgezel gebleven Alder overleed op 20 juni 1958 te Keulen. De maankrater Alder is naar hem vernoemd.

## Erkenning
Alder ontving verscheidene eretitels en andere toekenningen. De beroemdste daarvan was ongetwijfeld de Nobelprijs van 1950 in de Scheikunde, die hij met zijn hoogleraar Diels deelde voor hun werk aangaande wat nu bekendstaat als de diels-alderreactie – de vorming van een cyclische verbinding door de reactie van een elektronenarm diënofiel (zoals een onverzadigd aldehyde, carbonzuur of ester) met een elektronenrijk geconjugeerd alkadieen. Deze verbluffende reactie wordt als een van de krachtigste reacties in de organische synthese gezien en is een zeer belangrijke methode voor de omzetting van openketen- in ringstructuren.
1901: Van 't Hoff ·
1902: E. Fischer ·
1903: Arrhenius ·
1904: Ramsay ·
1905: Baeyer ·
1906: Moissan ·
1907: Buchner ·
1908: Rutherford ·
1909: Ostwald ·
1910: Wallach ·
1911: Curie ·
1912: Grignard, Sabatier ·
1913: Werner ·
1914: Richards ·
1915: Willstätter ·
1918: Haber ·
1920: Nernst ·
1921: Soddy ·
1922: Aston ·
1923: Pregl ·
1925: Zsigmondy ·
1926: Svedberg ·
1927: Wieland ·
1928: Windaus ·
1929: Harden, Euler-Chelpin ·
1930: H. Fischer · 
1931: Bosch, Bergius ·
1932: Langmuir ·
1934: Urey ·
1935: F. Joliot-Curie, I. Joliot-Curie ·
1936: Debye ·
1937: Haworth, Karrer ·
1938: Kuhn ·
1939: Butenandt, Ružička ·
1943: Hevesy · 
1944: Hahn ·
1945: Virtanen ·
1946: Sumner, Northrop, Stanley ·
1947: Robinson · 
1948: Tiselius · 
1949: Giauque ·
1950: Diels, Alder ·
1951: McMillan, Seaborg ·
1952: Martin, Synge ·
1953: Staudinger ·
1954: Pauling ·
1955: Vigneaud ·
1956: Hinshelwood, Semjonov ·
1957: Todd ·
1958: Sanger ·
1959: Heyrovský ·
1960: Libby ·
1961: Calvin ·
1962: Perutz, Kendrew ·
1963: Ziegler, Natta ·
1964: Hodgkin ·
1965: Woodward ·
1966: Mulliken ·
1967: Eigen, Norrish, Porter ·
1968: Onsager ·
1969: Barton, Hassel ·
1970: Leloir ·
1971: Herzberg ·
1972: Anfinsen, Moore, Stein · 
1973: E.O. Fischer, Wilkinson · 
1974: Flory ·
1975: Cornforth, Prelog ·
1976: Lipscomb ·
1977: Prigogine · 
1978: Mitchell ·
1979: Brown, Wittig ·
1980: Berg, Gilbert, Sanger ·
1981: Fukui, Hoffmann ·
1982: Klug ·
1983: Taube ·
1984: Merrifield ·
1985: Hauptman, Karle ·
1986: Herschbach, Lee, Polanyi ·
1987: Cram, Lehn, Pedersen ·
1988: Deisenhofer, Huber, Michel ·
1989: Altman, Cech ·
1990: Corey ·
1991: Ernst ·
1992: Marcus ·
1993: Mullis, Smith ·
1994: Olah ·
1995: Crutzen, Molina, Rowland ·
1996: Curl, Kroto, Smalley ·
1997: Boyer, Walker, Skou ·
1998: Kohn, Pople ·
1999: Zewail ·
2000: Heeger, MacDiarmid, Shirakawa ·
2001: Knowles, Noyori, Sharpless ·
2002: Fenn, Tanaka, Wüthrich ·
2003: Agre, MacKinnon ·
2004: Ciechanover, Hershko, Rose ·
2005: Grubbs, Schrock, Chauvin ·
2006: Kornberg ·
2007: Ertl ·
2008: Shimomura, Chalfie, Tsien ·
2009: Steitz, Yonath, Ramakrishnan ·
2010: Heck, Negishi, Suzuki ·
2011: Shechtman ·
2012: Kobilka, Lefkowitz ·
2013: Karplus, Levitt, Warshel ·
2014: Betzig, Hell, Moerner ·
2015: Lindahl, Modrich, Sancar ·
2016: Sauvage, Stoddart, Feringa ·
2017: Dubochet, Frank, Henderson · 
2018: Arnold, Winter, Smith ·   
2019: Goodenough, Whittingham, Yoshino ·
2020: Charpentier, Doudna ·
2021: List, MacMillan ·
2022: Bertozzi, Meldal, Sharpless ·
2023: Bawendi, Brus, Jekimov ·
2024: Baker, Hassabis, Jumper